# 假托勒利叶属
假托勒利叶属（Pseudotorellia Florin,1936），是银杏类植物的一个营养叶的形态属。
假托勒利叶属的叶呈线形至狭舌形，不分裂，在基部收缩不剧烈，叶顶钝圆；叶柄不明显；叶脉在基部两歧分叉，在叶上部平行；仅叶下表皮具有气孔器。